# 熊谷二郎
熊谷 二郎（くまがい じろう、1909年（明治42年）4月8日 - 1943年（昭和18年））は、日本の男性元プロボクサー。青森県出身。日本ボクシング草創期の強豪。

## 来歴
中津軽郡西目屋村の生まれ。日本拳闘倶楽部に入門、1926年（大正15年）に開催された第1回全日本アマチュア拳闘選手権大会で優勝するなどし、頭角を現す。
1930年（昭和5年）2月、アメリカ遠征中のプロデビュー戦は4回判定負けであり、このデビュー戦の相手は、後に世界チャンピオンとなり、鉄人ヘンリー・アームストロングと激闘を展開することになるバーニー・ロスだった。
帰国後は連戦連勝、平川末男、ボビー・ウィルス、植村竜郎、佐藤東洋ら幾多の強豪たちを次々と下して人気者となった。殊に熊谷の名を高めたのはボビー・ウィルスとの最初の試合で、1931年1月27日に日比谷公会堂で行われたこの試合では、日本人選手として初めてボビーを8R1分30秒TKOに下した。前年に行われたボビーとの試合で小林信夫が死亡して以来、誰もがそのパンチを恐れて対戦を避ける中、熊谷が名乗りを上げて初の勝利者となり「拳闘の神様」と称えられたが、終生タイトルには無縁であった。
ボビーとはこの後、同年9月にかけて4試合を行い、結果は6R中止、3R反則負け、3RKO勝利、10R判定勝利となった。1934年2月14日に行われた6戦目にも判定勝利を収め、その都度、満員の観衆から大歓声を送られた。
新聞配達や人力車夫の職歴が培った脚力とスタミナで、「ゴムまり戦法」と呼ばれる華麗なフットワークを身上とした。引退後は満州に渡ったが、1943年（昭和18年）、発疹チフスのため死亡。通算88戦をこなしたが、プロとしてのキャリアはわずか5年間に過ぎない。

## 獲得タイトル
- 第1回全日本アマチュア拳闘選手権大会ウェルター級優勝